# Едуардо Коудет
Едуардо Герман Коудет (ісп. Eduardo Germán Coudet, нар. 12 вересня 1974), відомий як Ель Чачо, — аргентинський професійний футбольний тренер і колишній гравець. Наразі є головним тренером клубу Ла Ліги «Алавес».
Коудет переважно грав на позиції правого півзахисника, виступаючи за такі клуби, як Росаріо Сентраль та Рівер Плейт. Також він грав в Іспанії, Мексиці та США.
Розпочавши тренерську кар’єру з «Росаріо Сентраль», він виграв Прімеру Дивізіон 2018–19 з «Расінг Клуб». Також працював у вищих лігах Мексики, Бразилії та Іспанії, вигравши Кампеонато Мінейро з Атлетіко Мінейро у 2023 році.

## Клубна кар'єра

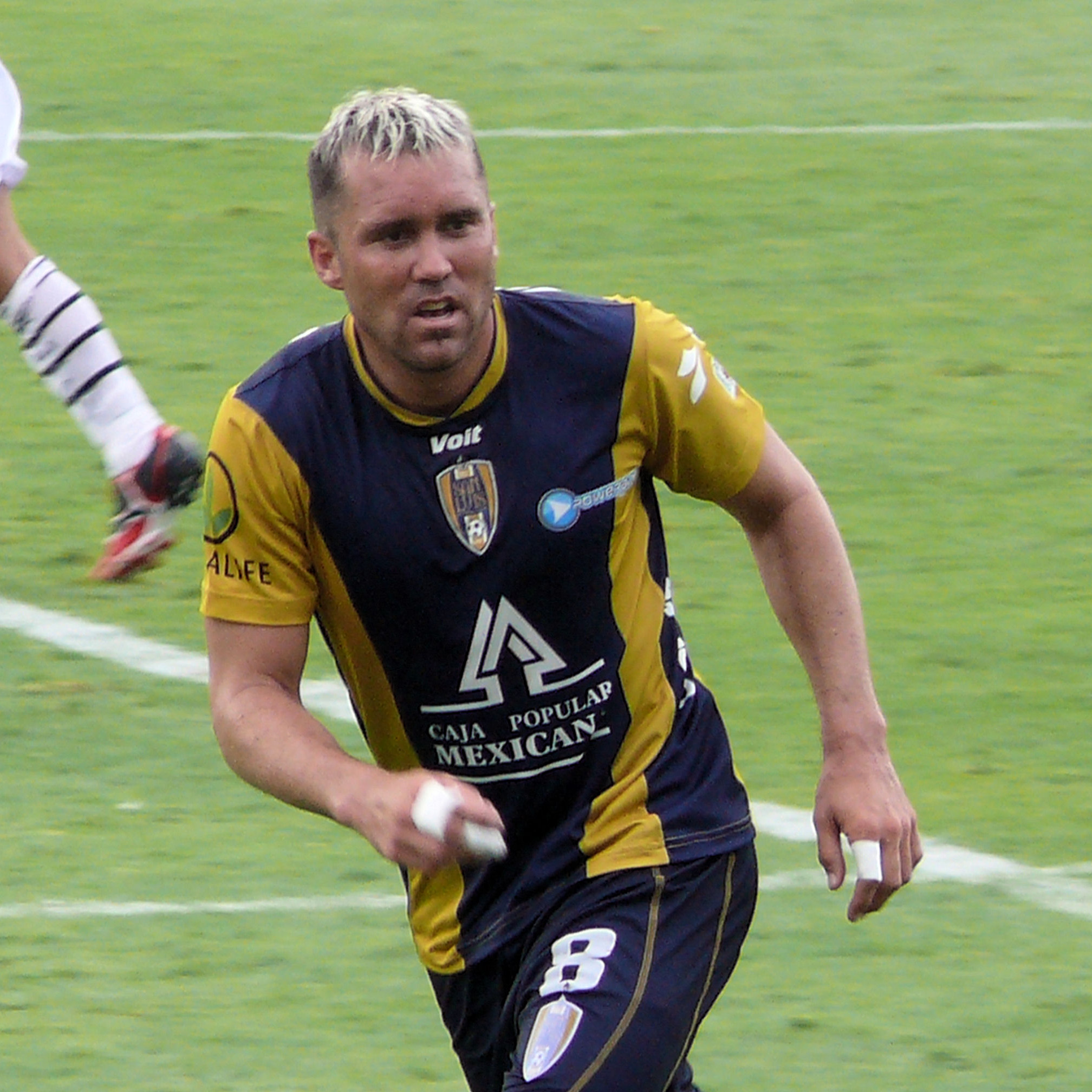
Коудет у складі «Сан-Луїса» у 2009 році

Народжений у Буенос-Айресі, Коудет провів більшу частину кар’єри в Прімері Дивізіон Аргентини з Росаріо Сентраль. З 1993 по 1995 рік він грав за «Платенсе» разом із Давідом Трезеге. У складі «Рівер Плейт» він виграв три чемпіонські титули Аргентини.
У 2002 році, під час економічної кризиї в Аргентині, Коудет був одним із багатьох гравців, які переїхали за кордон, приєднавшись до «Сельти Віго» в іспанській Ла Лізі. Він казав про життя в Аргентині: «Я більше не можу тут жити. Це жахливо щодня відчувати цей неспокій. Ти зупиняєшся на світлофорі і не знаєш, чи тобі помиють скло, попросять автограф, чи вистрелять у голову», і обрав дешевший автомобіль, щоб не привертати уваги до свого достатку.
Після кількох років у Мексиці Коудет повернувся до Аргентини в січні 2010 року, щоб грати за «Колон».
Коудет став пробним гравцем для «Філадельфія Юніон» у MLS і підписав контракт із клубом у липні 2010 року. У лютому 2011 року його звільнили. 28 березня 2011 року Коудет підписав контракт із «Форт-Лодердейл Страйкерс» у Північноамериканській футбольній лізі. 21 липня Коудет отримав шестиматчеву дискваліфікацію після агресивного конфлікту з арбітром у матчі проти Пуерто-Рико Айлендерс.

## Тренерська кар’єра

### Росаріо Сентраль
12 грудня 2014 року Коудета призначили головним тренером Росаріо Сентраль, замінивши Мігеля Анхель Руссо. Його помічником став колишній гравець збірної Аргентини Аріель Гарсе, який раніше недовго працював із «Сентраль». Для посилення складу Коудет зв’язався з кількома екс-гравцями клубу, зокрема Марко Рубеном, Крістіаном Вільягрою (обидва тоді грали в Україні) та Сесаром Дельгадо, переконавши їх приєднатися на сезон 2015 року. Серед інших він також підписав захисника Пабло Альвареса та півзахисників Хосе Луїса Фернандеса і Густаво Кольмана.
Дебют Коудета був несподіваною виїзною перемогою 1:0 над чинними чемпіонами «Расінг Клуб», після чого команда здобула чотири поспіль перемоги. «Сентраль» мав серію з 13 матчів без поразок, поки не програв 2:0 на виїзді «Рівер Плейт». Команда швидко відновилася, завдавши суперникам із «Ньюеллс» безпрецедентної четвертої поспіль поразки в дербі. У 2015 році команда фінішувала третьою, але програла у фіналі Кубка Аргентини Бока Хуніорс з рахунком 2:0 після суперечливого пенальті та голу з офсайду.

### Тіхуана
12 червня 2017 року Коудета призначили тренером клубу Ліги MX «Тіхуана», підписавши однорічний контракт. Через чотири місяці та 18 днів його звільнили. У «Холос» у його команді було дев’ять співвітчизників.

### Расінг Клуб
17 грудня 2017 року Коудета призначили тренером «Расінг Клуб», замінивши Дієго Кокку та співпрацюючи з новим спортивним директором Дієго Міліто.
Не здобувши кваліфікацію до Кубка Лібертадорес у сезоні 2017–18, «Расінг» виграв лізі в 2018–19, здобувши перший титул за п’ять років. Команда Коудета забила найбільше голів за 24 матчі (42) і пропустила найменше (15).

### Інтернасьйонал
16 грудня 2019 року Коудета призначили тренером бразильського клубу Серії A «Інтернасьйонал», підписавши дворічний контракт. Його першим матчем стала перемога 1:0 на виїзді над «Жувентуде», у першій грі Кампеонато Гаушао, а сезон чемпіонату штату команда завершила другою, поступившись суперникам із «Греміо».
Коудет покинув клуб 9 листопада 2020 року через пропозицію від «Сельти Віго» в іспанській Ла Лізі. Він залишив клуб лідером внутрішньої ліги після 20 матчів, а також у 1/8 фіналу Кубка Лібертадорес та чвертьфіналі Кубка Бразилії, вигравши 24 і програвши 9 із 46 матчів.

### Сельта
12 листопада 2020 року Коудета призначили тренером «Сельти», підписавши контракт на 18 місяців із клубом, за який він раніше виступав як гравець. Він виграв перші п’ять матчів, забивши найбільше голів і пропустивши найменше серед усіх тренерів ліги на той момент, значно перевершивши свого попередника Оскара Гарсію. Наприкінці сезону він підписав новий контракт до червня 2024 року, включно зі сторіччям клубу з Галісії.
У січні 2021 та 2022 років команда Коудета вибувала з Кубка Іспанії від команд третього дивізіону на виїзді на Балеарських островах, зокрема від «Ібіси» та «Атлетіко Балеарес». 2 листопада 2022 року його вперше у тренерській кар’єрі звільнили через втрату довіри президента клубу Карлоса Моуріньйо; його наступником став Карлуш Карвальял.

### Атлетіко Мінейро
19 листопада 2022 року Коудет повернувся до Бразилії, підписавши дворічний контракт із «Атлетіко Мінейро» перед сезоном 2023 року. У квітні 2023 року він виграв Кампеонато Мінейро, перемігши у фіналі суперників «Америка» із загальним рахунком 5:2. Про його відставку оголосили 11 червня, після 21 перемоги та 8 поразок у 35 матчах, коли команда наближалася до 1/8 фіналу Кубка Лібертадорес.

### Повернення до Інтернасьйонала
19 липня 2023 року Коудет повернувся до «Інтернасьйонала», замінивши звільненого Мано Менезеса до кінця року. Його супроводжував помічник Лучо Гонсалес. Через чотири дні він зіграв унічию 0:0 на виїзді з Ред Булл Брагантіно, і знадобилося п’ять матчів, щоб здобути першу перемогу, коли «Інтернасьйонал» вибив «Рівер Плейт» за пенальті після перемоги 2:1 у регулярний час на Бейра-Ріо, вийшовши до чвертьфіналу Кубка Лібертадорес. Він довів команду до півфіналу, де її вибили майбутні переможці «Флуміненсе» з рахунком 1:2 у Порту-Алегрі. Клуб завершив сезон ліги на 9-му місці, а контракт Коудета продовжили ще на рік.
У 2024 році «Інтер» вибув із півфіналу чемпіонату штату, програвши за пенальті «Жувентуде» у березні. 10 липня, після домашньої поразки від того ж «Жувентуде» у третьому раунді Кубка Бразилії, Коудета звільнили.

### Алавес
2 грудня 2024 року Коудет повернувся до Іспанії, очоливши «Алавес» у вищому дивізіоні. Він прибув після звільнення Луїса Гарсії, коли клуб перебував за один бал від зони вильоту. У дебютному матчі через три дні команда вибула з Кубка Іспанії за пенальті після нічиєї 2:2 на виїзді з «Мінера», командою з четвертого дивізіону Сегунда Федерасьйон, що базується в Льяно-дель-Беал, селі з населенням 1300 осіб.

## Статистика тренерської кар’єри
Станом на матч зіграний 13 квітня 2025
| Команда          | Країна    | З                 | По               | Статистика | Статистика | Статистика | Статистика | Статистика | Статистика | Статистика | Статистика | Прим.  |
| Команда          | Країна    | З                 | По               | М          | В          | Н          | П          | ГЗ         | ГП         | РГ         | Відс.      | Прим.  |
| ---------------- | --------- | ----------------- | ---------------- | ---------- | ---------- | ---------- | ---------- | ---------- | ---------- | ---------- | ---------- | ------ |
| Росаріо Сентраль | Аргентина | 12 грудня 2014    | 16 грудня 2016   | 81         | 37         | 26         | 18         | 118        | 78         | +40        | 45,68      | [ 35 ] |
| Тіхуана          | Мексика   | 12 червня 2017    | 30 жовтня 2017   | 20         | 6          | 7          | 7          | 19         | 23         | −4         | 30,00      | [ 36 ] |
| Расінг Клуб      | Аргентина | 17 грудня 2017    | 16 грудня 2019   | 73         | 37         | 24         | 12         | 112        | 67         | +45        | 50,68      | [ 37 ] |
| Інтернасьйонал   | Бразилія  | 16 грудня 2019    | 9 листопада 2020 | 46         | 24         | 13         | 9          | 71         | 37         | +34        | 52,17      | [ 38 ] |
| Сельта Віго      | Іспанія   | 12 листопада 2020 | 2 листопада 2022 | 84         | 31         | 19         | 34         | 120        | 117        | +3         | 36,90      |        |
| Атлетіко Мінейро | Бразилія  | 19 листопада 2022 | 11 червня 2023   | 35         | 21         | 8          | 6          | 53         | 27         | +26        | 60,00      |        |
| Інтернасьйонал   | Бразилія  | 19 липня 2023     | 10 липня 2024    | 63         | 30         | 16         | 17         | 85         | 58         | +27        | 47,62      |        |
| Алавес           | Іспанія   | 2 грудня 2024     | дотепер          | 17         | 3          | 8          | 6          | 19         | 22         | −3         | 17,65      |        |
| Загалом          | Загалом   | Загалом           | Загалом          | 419        | 189        | 121        | 109        | 597        | 429        | —          | 45,11      | —      |

## Досягнення

### Як гравець
Рівер Плейт
- Прімера Дивізіон: 1999 Апертура, 2000 Клаусура, 2002 Клаусура, 2003 Клаусура, 2004 Клаусура

Росаріо Сентраль
- Кубок КОНМЕБОЛ: 1995

### Як тренер
Расінг Клуб
- Прімера Дивізіон: 2018–19[14]
- Кубок чемпіонів Суперліги Аргентини: 2019

Атлетіко Мінейро
- Кампеонато Мінейро: 2023[24]